# Бендикс, Виктор
Виктор Эмануэль Бендикс (дат. Victor Emanuel Bendix; 17 мая 1851, Копенгаген — 5 января 1926, Фредериксберг) — датский композитор, пианист и дирижёр. Младший из трёх братьев-музыкантов. Состоял также в родстве с братьями Георгом, Эдвардом и Эрнстом Брандесами.

## Биография
Родился в семье просвещённого коммерсанта еврейского происхождения. Дома учился музыке у старших братьев, с детства начал сочинять, в 1864 году написанный Бендиксом октет для духовых инструментов был исполнен на частном концерте в Королевской капелле. В 1867 году поступил в новоучреждённую Копенгагенскую консерваторию, где в течение двух лет изучал теорию музыки и композицию под руководством Иоганна Петера Эмилиуса Хартмана и Нильса Гаде. В 1870—1872 годах работал корепетитором в Датской королевской опере, готовя, в частности, датские премьеры опер Рихарда Вагнера. В 1873—1876 годах вместе с Акселем Либманом возглавлял хоровое общество, работал ассистентом Гаде в оркестре, которым тот руководил. Одновременно концертировал как пианист, в 1881 году совершенствовал своё мастерство под руководством Ференца Листа. В 1882 году, получив крупнейшую в Дании благотворительную стипендию, предпринял продолжительную поездку по Германии и России.
На рубеже веков и в первые полтора десятилетия возглавлял различные датские оркестры, дирижировал новыми датскими премьерами опер Вагнера, а также первым в Дании исполнением оперы Джузеппе Верди «Дон Карлос» (1915). Приветствовал появление на датской музыкальной сцене Карла Нильсена, в связи с исполнением Симфонической рапсодии Нильсена в популярном концерте для широкой аудитории потерял место дирижёра в этом проекте. С 1898 года профессор Датской королевской консерватории.

## Семья
Оба брата Бендикса, Отто (1845—1904) и Фриц (1847—1914), были способными исполнителями, получившими почётные звания королевских солистов. Одной из жён Бендикса была Ригмор Бендикс, урождённая баронесса Стампе (1850—1923), писательница и редактор. Из многочисленных увлечений Бендикса наибольший общественный резонанс имела его связь со своей ученицей по консерватории, пианисткой Августой Схиэлер (1868—1946): Бендикс согласился на просьбу своей ученицы о ребёнке на условиях абсолютной анонимности, однако затем Схиэлер передумала и потребовала признания отцовства; композитор отказался, разгневанная мать попыталась его застрелить, но Бендикс выбил пистолет подвернувшейся под руку палкой; ребёнок стал известным датским пианистом Виктором Схиэлером.

## Творчество
Основные сочинения Бендикса — четыре симфонии (в том числе Вторая Op. 20 «Звуки лета с Юга России», дат. Sommerklange fra Sydrusland), концерт для фортепиано с оркестром (1884), фортепианная соната (1900), другая инструментальная и хоровая музыка.